# ديانا إيفانوفا
ديانا إيفانوفا هي كاتِبة وصحفية بلغارية، ولدت في 19 مارس 1968 في مونتانا في بلغاريا.